# Mario Alborta
Mario Mauricio Alborta Velasco (* 19. September 1910 in La Paz; † 1. Januar 1976) war ein bolivianischer Fußballspieler. Er nahm mit der Nationalmannschaft seines Landes an der ersten Fußball-Weltmeisterschaft 1930 teil.

## Karriere

### Vereine
Albortas Spielerkarriere begann in seiner Geburtsstadt bei Universitario La Paz.
1928 trat Alborta in den Militärsportverein Deportivo Militar ein, mit dem er die regionale Meisterschaft gewann. Diesen Erfolg wiederholte er im Jahr darauf mit seinem früheren Klub Universitario.
Mitte 1930 löste sich Universitario auf. Die Spieler des Klubs schlossen sich daraufhin dem Club Bolívar an. Dort gewann Alborta 1932 erneut die Regionalmeisterschaft von La Paz, obwohl er unmittelbar nach Beginn des Chacokriegs an die Front beordert wurde. Bis zu seinem Karriereende 1939 errang er mit Bolívar zwei weitere Meisterschaften.

### Nationalmannschaft
Mit der ein Jahr zuvor gegründeten Nationalmannschaft Boliviens nahm der Angreifer am Campeonato Sudamericano 1926 teil. Im ersten Spiel der Länderspielgeschichte Boliviens unterlagen Alborta und seine Mannschaftskameraden mit 1:7 gegen Chile. Auch die folgenden drei Partien gegen Argentinien (0:5), Paraguay (1:6) und Uruguay (0:6) wurden verloren. Beim Campeonato Sudamericano 1927 lief der Alborta bei den Spielen gegen Argentinien (1:7), Uruguay (0:9) und Peru (2:3) für die Nationalmannschaft auf. Dabei erzielte er im Spiel gegen Argentinien kurz vor der Halbzeitpause einen Treffer zum zwischenzeitlichen 1:5.
Anlässlich der ersten Weltmeisterschaft 1930 in Uruguay wurde Alborta von Nationaltrainer Ulises Saucedo in das bolivianische Aufgebot berufen. Er kam in den beiden Gruppenspielen gegen Jugoslawien und Brasilien, die jeweils mit 0:4 verloren wurden, zum Einsatz.